# رشيد جابر
رشيد جابر اليافعي هو مدرب كرة قدم عماني، يدرب حالياً نادي القوة الجوية العراقي. درب سابقاً منتخب عمان. وهو أول مدرب يصل لنهائي كأس السلطان قابوس أربع مرات متتالية.

## السيرة الشخصية
ولد في 16 فبراير 1964 بمدينة صلالة في محافظة ظفار. درس الهندسة في الولايات المتحدة.

## الحياة المهنية
بدأ جابر مسيرته التدريبية مع نادي ظفار العماني، وساعدهم على الفوز بالدوري وكأس السلطان قابوس عام 1999. وفي عام 1999، عُين مديرًا لنادي النصر في سلطنة عمان، وساعدهم على الفوز بكأس السلطان قابوس عام 2000.
في عام 2001، عُين جابر مديرًا لمنتخب عُمان. في عام 2022، عُين مديرًا لنادي السيب العماني، وساعدهم في الفوز بكأس الاتحاد الآسيوي 2022، وهي كأس الاتحاد الآسيوي الوحيدة التي فاز بها نادي عماني على الإطلاق. وذلك بعد انتصاره على كوالالمبور سيتي الماليزي بنتيجة 3-0.
في 19 سبتمبر 2024، عُين جابر مرة أخرى مديرًا لمنتخب عُمان. خلفًا للتشيكي ياروسلاف شيلهافي
قاد منتخب عُمان إلى نهائي بطولة كأس الخليج العربي 2024 والتي أقيمت في الكويت في الفترة بين 21 ديسمبر 2024 و4 يناير 2025، بعد فوزه على منتخب السعودية بنتيجة 1/2 في الوقت الأصلي، رغم النقص العددي منذ الدقيقة 34. لكنه اهزم في النهائي أمام منتخب البحرين بنتيجة 1–2.

## الأوسمة

### مدرب
- الدوري العماني موسم 1998/99، نادي ظفار
- كأس السلطان قابوس عام 1999، نادي ظفار
- كأس السلطان قابوس عام 2000، نادي النصر
- كأس الاتحاد الآسيوي : 2022، نادي السيب
- نهائي بطولة كأس الخليج العربي 2024، منتخب عمان